# Snoh Aalegra
Snoh Sheri Nowrozi (née Shahrzad Fooladi le 13 septembre 1987 à Uppsala), mieux connue sous son nom de scène Snoh Aalegra, est une chanteuse et compositrice irano - suédoise installée à Los Angeles.

## Discographie

### Albums studio
- Feels (2017)
- Ugh, Those Feels Again (en) (2019)
- TEMPORARY HIGHS IN THE VIOLET SKIES (2021)

### Extended play
- There Will Be Sunshine (2014)
- Don't Explain (2016)